# كوتارو كويزومي
كوتارو كويزومي (باليابانية: 小泉孝太郎؛ بالكانا: こいずみ こうたろう) هو تارينتو وممثل ياباني، ولد في 10 يوليو 1978 في يوكوسوكا في اليابان.

## وصلات خارجية
- كوتارو كويزومي على موقع IMDb (الإنجليزية)
- كوتارو كويزومي على موقع قاعدة بيانات الفيلم (الإنجليزية)